# Кнапп, Георг Фридрих
Георг Фридрих Кнапп (нем. Georg Friedrich Knapp; 1842, Гиссен — 1926, Дармштадт) — немецкий статистик, экономист и политэконом, представитель новой исторической школы. Отец Элли Хойс-Кнапп.
Учился в университетах Мюнхена, Берлина, Гёттингена. Был директором статистического бюро (с 1867), и профессором (с 1869) в Лейпциге, позже профессором в Страсбурге (1874—1918).
Жена — Лидия Корганов, родилась в Грузии. Двух дочерей из-за психического заболевания своей жены Кнапп воспитывал в одиночку. Жену лечили в санаториях.

## Научный вклад
Видный теоретик статистики населения, Кнапп был одним из немногих статистиков, обладавших строго-математической подготовкой; в частности, Кнапп разработал метод определения индекса смертности. В области социальной статистики Кнапп не придавал закономерности общественных явлений характера неотвратимых естественных законов; признавая влияние физических законов на устойчивость нравственно-статистических явлений, он ожидал получить методологическую нить от развития социальной этики, ставящей перед собой вопрос о свободе воли.
Разработал государственную теорию денег, в которой государству приписывал возможность управлять хозяйством страны через регулирование денежного обращения. Монетарная теория Кнаппа предвосхищала взгляды Джона Мейнарда Кейнса.
Один из основателей т. н. страсбургской школы аграрной истории, исследовавшей основные типы аграрного развития и районы их распространения. В своих исследованиях по истории аграрных отношений основное внимание уделял анализу правовых понятий. Критиковал прусские аграрные реформы, которые, по его мнению, не обеспечили прав крестьянской собственности на землю, результатом чего явилось массовое обезземеление крестьян и превращение их в батраков.

## Труды
- «Ueber die Ermittelung der Sterblichkeit aus den Aufzeichnungen der Bevölkerungsstatistik» (Лейпциг, 1868).
- «Die Sterblichkeit in Sachsen» (Лейпциг, 1869).
- «Theorie des Bevölkerungswechsels» (Брауншвейг, 1874).
- «Die Bauernbefreiung und der Ursprung der Landarbeiter in den ältern Teilen Preussens» (Лейпциг, 1887).
  - Освобождение крестьян и происхождение сельскохозяйственных рабочих в старых провинциях Прусской монархии. — СПб: О. Н. Попова, 1900. — 272 с.
- «Die Landarbeiter in Knechtschaft und Freiheit» (Лейпциг, 1891).
- Staatliche Theorie des Geldes. — München und Leipzig, Duncker & Humblot, 1905.
  - Государственная теория денег. — М.: Издательство Института Гайдара; СПб.: Центр экономической культуры, 2023. — 392 с. — (Серия «Новое экономическое мышление») — ISBN 978-5-93255-650-4
- Очерки государственной теории денег. Деньги. Денежная система. — Одесса: тип. Э. П. Карлик, 1913. — 59 с.